# Јосиф Холец
Јосиф Холец (češ. Josef Holec; Туржице, 1835 — Београд, 1898) био је санитетски пуковник српске војске, један од оснивача Српског лекарског друштва и управник Централне војне болнице у Београду од 1873. године.

## Живот и каријера
Рођен је 1835. године у Туржицу, у Чешкој (Аустријско царство). Студирао је медицину у Прагу и Бечу. Промовисан је за доктора медицине, хирургије и магистра акушерства 1861. године у Бечу.
Након промоције у доктора медицине 1861. године дошао је у Србију, где је прво радио као срески лекар у Параћину, а потом и као окружни физикус у Крушевцу.
Као војни лекар од 1866. године, прво је радио као трупни лекар, а затим је прекомандован на дужност лекара на Унутрашњем одељењу Војне болнице у Београду, а потом и за управника Централне војне болнице у Београду од 1873. године.
Учествовао је у српско-турским ратовима (1876—1878) и српско-бугарском рату (1885), обављајући значајне дужности у оквиру санитетске службе.
Преминуо је у Београду 1898. године у 62. години живота.

## Дело
Као истакнути санитетски официр био је стални члан првог Војносанитетског комитета. Један је од оснивача Српског лекарског друштва.

## Признања
За свој рад Јосиф Холец је одликован Таковским крстом и бројним другим одликовањима.